# Donville-les-Bains
Donville-les-Bains is een gemeente in het Franse departement Manche in de regio Normandië. De plaats maakt deel uit van het arrondissement Avranches. Donville-les-Bains telde op 1 januari 2022 3.133 inwoners.

## Geografie
De oppervlakte van Donville-les-Bains bedroeg op 1 januari 2022 2,75 vierkante kilometer; de bevolkingsdichtheid was toen 1.139,3 inwoners per km².

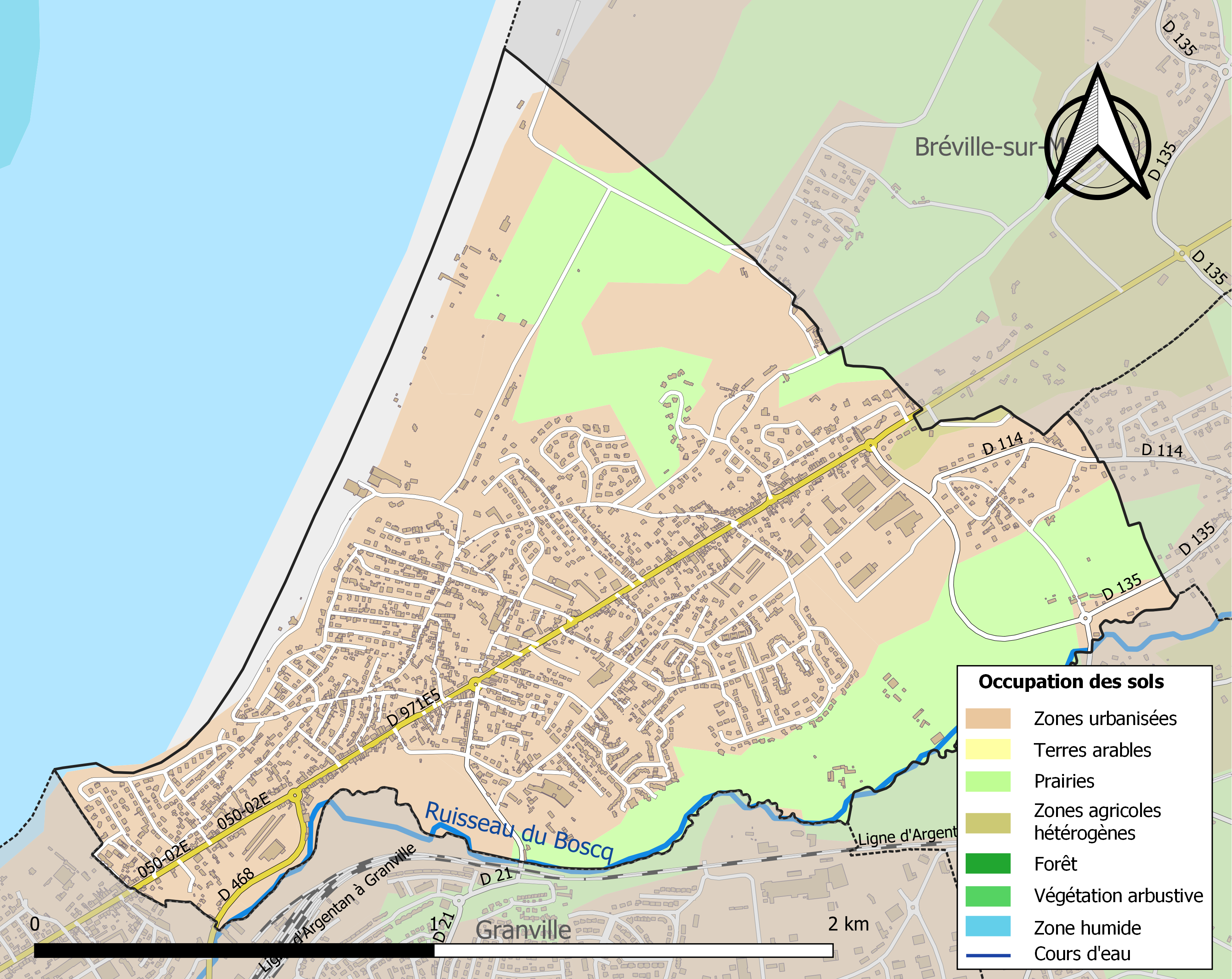
Kaart van de gemeente met de belangrijkste infrastructuur, bodemgebruik en omliggende gemeenten

## Demografie
Onderstaande figuur toont het verloop van het inwonertal (bron: INSEE-tellingen).

## Geboren
- Bernard Chenez (1946), striptekenaar

Donville-les-Bains · Granville · Saint-Pair-sur-Mer · Yquelon